# كأس البرتغال 1941–42
كأس البرتغال 1941–42 (بالبرتغالية: Taça de Portugal de 1941–42) هو الموسم 4 من كأس البرتغال. كان عدد الأندية المشاركة فيه 16، وفاز فيه سبورتينغ لشبونة.